# Sobralia sanfelicis
Sobralia sanfelicis là một loài thực vật có hoa trong họ Lan. Loài này được Dressler mô tả khoa học đầu tiên năm 2004.